# Edward Żebrowski
Edward Żebrowski, de nom real Edward Bernstein (Varsòvia, 26 de juliol de 1935 - 13 de febrer de 2014) va ser un director, guionista i actor de cinema polonès, creador de documentals i llargmetratges, autor de guions cinematogràfics.

## Biografia
Fill d'un militar i d'una música, de jove va treballar a una fàbrica de vehicles ferroviaris i va practicar la boxa. El 1955 va ingressar a la Universitat de Varsòvia i a l'Escola Superior de Teatre de Varsòvia, tot i que no va acabar els estudis a cap de les dues. Durant la dècada del 1950 fou amic i company de viatge de Marek Hłaska i va col·laborar a publicacions com Tygodnik Zachodni i Od Nowa (fins al 1960)..
El 1965 es va graduar a l'Escola Superior Estatal de Teatre i Cinema de Łódź i va començar fent documentals de temàtica esportiva i guions amb Krzysztof Zanussi, recollits en el volum Nowele filmowe (publicat el 1976). El desembre de 1965, juntament amb Ireneusz Iredyński, va ser detingut per un presumpte càrrec d'intent de violació i el 27 de gener de 1966 ambdós van ser condemnats a tres anys de presó. Fou alliberat vuit mesos després.
Després de sortir de la presó, va ingressar a l'Estudi de Cinema "Tor", on va col·laborar fent guions amb Krzysztof Zanussi. El 1970 va dirigir el primer llargmetratge per la Telewizja Polska, i el 1972 va debutar al cinema amb el llargmetratge Ocalenie, protagonitzat per Zbigniew Zapasiewicz.. Posteriorment, entre 1976 i 1980 va dirigir un total de tres llargmetratges. Després del 1980, a causa de la malaltia de Buerger, que havia avançat des dels anys 60, i els efectes d'un ictus patit el 1975, va deixar de dirigir pel·lícules, tot i que va continuar escrivint guions.
Durant els anys 1978-1980 va ser el president de la secció de llargmetratges de l'Associació de Cineastes Polonesos. Durant els anys 1979-1984 i 1989-1991 va donar classes al Departament de Televisió de la Universitat de Silèsia a Katowice.
Va morir de càncer de pulmó.

## Filmografia (com a director)
- Szansa (1970, per TVP)
- Dzień listopadowy (1971, per TVP)
- Ocalenie (1972, adaptació de l'obra d'Andrzej Munk)
- Miłosierdzie płatne z góry (1975) – amb Krzysztof Zanussi
- Szpital przemienienia (1978, adaptació de l'obra de Stanisław Lem)
- W biały dzień (1980, Lleó de Plata al Festival de Cinema Polonès de Gdańsk)